# Бениаминов, Александр Давидович
Алекса́ндр Дави́дович Бениами́нов (4 [17] июня 1904, Грозный, Терская область, Российская империя — 22 марта 1991, Нью-Йорк, США) — советский и американский актёр театра и кино. Народный артист РСФСР (1968).

## Биография

### Ранние годы
Александр Бениаминов в 1920 году, в Кисловодске, был приглашён в «Бронарте» («Бродячий народный театр»), которым в то время руководил будущий кинорежиссёр Григорий Рошаль.  В 1922 году окончил Драматические курсы Батумского центрального рабочего клуба.
В 1923—1926 годах учился в ГИТИСе.

### Творческая деятельность
В годы учёбы в ГИТИСе параллельно выступал в «Синей блузе», где исполнял номера преимущественно сатирического характера: буффонады, пародии. По приглашению режиссёра Давида Гутмана, работал в Ленинградском театре сатиры (1927—1930), где окончательно сформировался эксцентрический талант артиста.
В начале 1930-х годов выступал в труппе Экспериментальной мастерской при Ленинградском мюзик-холле, в 1936—1937 — на эстраде. Творческий путь в кино Александр Бениаминов начал с картины 1931 года «Кровь земли» режиссёра Михаила Авербаха. 
С 1937 по 1941 год — актёр Ленинградского Театра Комедии под руководством Н. П. Акимова, где показал себя мастером углублённых комедийных, лирико-комедийных и драматических характеров.
В начале Великой Отечественной войны организовал и возглавил Фронтовой театр миниатюр, где переиграл множество небольших сатирических ролей. Затем был артистом Ленинградского дома Балтийского флота. Одним из первых в стране выступил с чтением отрывков из поэмы А. Т. Твардовского «Василий Тёркин».
В 1946 году вновь вернулся в Ленинградский театр комедии, в котором проработал до конца 1970-х годов. Театр комедии Н. Акимова принёс артисту безумную славу. Он играл Мальволио в «Двенадцатой ночи», Валерио в «Валенсианской вдове», министра финансов в «Тени», Эрнести в «Физиках».
Когда в 1949 году Н. Акимов подвергся травле, приведшей к его уходу из театра комедии, А. Бениаминов принял в ней активное участие.

Люди, которые ещё вчера на Акимова молились, льстили ему, превозносили его, теперь подымались как по команде. <…> Вдруг встал талантливый Беньяминов, которого Николай Павлович буквально создал как актёра. Беньяминов, известный как самый первый трюкач Театра комедии, которому столько раз именно за это от Николая Павловича влетало, поднялся и начал возмущённо рассказывать о том, что Акимов в течение многих лет уродовал его талант. (Уже в годы перестройки в одну из моих поездок в Америку мне показали книгу Беньяминова, ставшего эмигрантом, где он написал, что вместе с Акимовым подвергался политическим гонениям как космополит).— Ольга Аросева, Вера Максимова. «Без грима».
В СССР в кино ему приходилось играть в основном эпизодические роли. Прославился ролями инкассатора («Семь стариков и одна девушка») и укротителя («Полосатый рейс»).  

### Жизнь в эмиграции
В 1978 году эмигрировал в США.
Последняя роль — дедушка Иванова в американском фильме «Москва на Гудзоне». В США снялся в комедии «Москва на Гудзоне» с Савелием Крамаровым и Ильёй Баскиным. После эмиграции фамилию Бениаминова убрали из некоторых фильмов, в которых он снимался, — например, из «Семь стариков и одна девушка» и «Соломенная шляпка», а из фильмов «Мы с вами где-то встречались» и «Дон-Кихот» при показе по телевидению даже были вырезаны эпизоды с участием актёра.
В США он закончил книгу «Фронтовые записи артиста», где написал о своей работе с Николаем Акимовым, о театральных событиях.
Похоронен на еврейском кладбище Маунт-Хеброн в нью-йоркском районе Куинс.

## Роли в Ленинградском Театре Комедии
- 1937 — «Школа злословия» Р. Шеридана, реж.-пост. Н. Акимов — сэр Питер Тизл
- 1937 — «В понедельник в 8» Д. Кауфмана и Э. Фербера, реж.-пост. Р. Корф — Мушет
- 1937 — «Терентий Иванович» Ю. Свирина, реж.-пост. Н. Акимов — Фома
- 1938 — «Двенадцатая ночь» У. Шекспира, реж.-пост. Н. Акимов — Мальволио
- 1939 — «Валенсианская вдова» Лопе де Вега, реж.-пост. Н. Акимов — Валерио
- 1940 — «Тень» Е. Шварца, реж.-пост. Н. Акимов — Министр финансов
- 1940 — «Станция Шамбодэ» Эжена Лабиша, реж.-пост. Е. Гаккель — Арсен
- «Остров мира» Е. Петрова (1947), реж. и худ. Н. Акимов — итальянский граф Ламперти
- «С любовью не шутят» П. Кальдерона (1948), реж. и худ. Н. Акимов — Москатель
- «Потерянное письмо» Караджале (1952), реж. Ю. Юрский, худ. Флоренский — Данданаке
- «Сын рыбака» В. Гусева (1953), реж. Л. Рудник — мелкий жулик
- «Помпадур и помпадурши» Салтыкова-Щедрина (1954), инсценировка и постановка А. Товстоногова — чиновник Бламанже
- «Дядюшкин сон» Ф. М. Достоевского (1955), инсценировка И. Горчакова, П. Маркова и К. Котлубай, реж. В. Васильев, князь
- «Призраки» Э. Де Филиппо (1958), реж. Н. Акимов — Паскуале Лойяконо
- «Пёстрые рассказы» («Бумажник», «Водевиль») по А. П. Чехову (28 декабря 1959 — премьера), постановка и оформление Н. Акимова — Балабайкин/Ясносердцев
- «…Опаснее врага» Д. Альшица и Л. Ракова (1961), постановка Н. Лившица — Иззагардинер
- «Физики» Ф. Дюрренматта (1962), реж. Н. Лившиц — Эрнест
- «Двенадцатая ночь» У. Шекспира (1938, 1964), реж. Н. Акимов — Мальволио (единственный актёр из состава 1938 года сыграл в возобновлённой постановке 1964 года)
- «Искусство комедии» Э. Де Филиппо (1966), реж. И. Гриншпун — Кампезе
- «Звонок в пустую квартиру» Д. Угрюмова (1967), постановка Н. Акимова — Кофман
- «Цилиндр» Э. де Филиппо (1968), постановка И. Гриншпуна — Агостино

## Фильмография
- 1931 — Кровь земли («Окно в Азию») — рабочий Быстров
- 1936 — Девушка спешит на свидание — телеграфист
- 1938 — Год девятнадцатый — дирижёр
- 1938 — Маска — дирижёр
- 1939 — Мужество — Юсуф
- 1954 — Мы с вами где-то встречались — фотограф
- 1957 — Дон Кихот — пастух
- 1960 — Рождённые жить — сумасшедший старик
- 1961 — Полосатый рейс — укротитель
- 1961 — Чужой бумажник — массовик
- 1961 — Пёстрые рассказы — чиновник Ясносердцев
- 1963 — Каин XVIII — учёный
- 1963 — Сотрудник ЧК — товарищ Фельцер
- 1963 — Укротители велосипедов — режиссёр
- 1963 — Шурка выбирает море — капитан Георгий Петрович
- 1965 — Арбузный рейс — Гайдамович
- 1968 — Семь стариков и одна девушка — Сергей Сергеевич Анисов, инкассатор
- 1970 — На даче — военный дирижёр
- 1971 — Последнее дело комиссара Берлаха — Форчиг, журналист
- 1972 — Дела давно минувших дней… — дядя Яша
- 1974 — Соломенная шляпка — дядюшка Везине
- 1974 — Царевич Проша — Мопс
- 1976 — Как Иванушка-дурачок за чудом ходил — Лука
- 1977 — Фантазии Веснухина — вагоновожатый
- 1979 — Квартет Гварнери — Исаак Соломонович Сухлинский, отец Абы
- 1984 — Москва на Гудзоне — дедушка Иванова

## Почётные звания и награды
- Заслуженный артист РСФСР (11 марта 1939)
- Орден «Знак Почёта» (11 марта 1939)
- Орден Красной Звезды (3 января 1943)[5]
- Медаль «За оборону Ленинграда» (1944)
- Орден Отечественной войны II степени (12 ноября 1945)
- Медаль «За взятие Кёнигсберга» (1 декабря 1945)
- Медаль «За победу над Германией в Великой Отечественной войне 1941—1945 гг.» (1945)
- Медаль «В память 250-летия Ленинграда» (1957)
- Народный артист РСФСР (8 августа 1968)
- Орден «Знак Почёта» (5 июня 1974)